# La Lignée sacrée
Pour plus de détails, voir Fiche technique et Distribution.
La Lignée sacrée (hangeul : 거룩한 계보 ; RR : Georukhan Gyebo ; litt. « Lignée sacrée ») est un film dramatique sud-coréen écrit et réalisé par Jang Jin et sorti en Corée du Sud en 2006.
Il arrive en tête du box-office sud-coréen de 2006 (en) lors son premier week-end d'exploitation avec 450 134 entrées et totalise finalement 1 744 677 entrées en Corée du Sud et 8 682 703 $ de recettes pour un budget de 4,5 millions $.
Il est projeté au Festival international du film de Rotterdam de 2015.

## Synopsis
Condamné à 7 ans de prison pour avoir tenté de tuer le chef d'un clan adverse sur ordre du patron de sa mafia dont il était le bras droit, Chi-seong (Jeong Jae-young (en)) comprend derrière les barreaux qu'il a été trahi lorsque ce dernier ignore l'assassinat de ses parents par le chef du clan adverse et s’associe avec lui. Déterminé à se venger, il retrouve son vieil ami Seon-tan (Ryoo Seung-ryong) qu'il croyait mort et qui est aujourd'hui dans le couloir des condamnés à mort. Il parvient alors à s'évader avec des complices dans des conditions rocambolesques et Joo-joong, son ami d'enfance et membre de la même mafia, est alors chargé de l'éliminer.

## Fiche technique
- Titre original : 거룩한 계보
- Titre français : La Lignée sacrée
- Réalisation : Jang Jin
- Scénario : Jang Jin
- Photographie : Choi Sang-ho
- Montage : 	Steve M. Choe
- Musique : Park Geun-tae
- Production : Lee Byeong-hyeok
- Société de distribution : CJ Entertainment
- Pays d’origine :  Corée du Sud
- Langue originale : coréen
- Format : couleur
- Genres : comédie dramatique
- Durée : 126 minutes
- Date de sortie :
  - Corée du Sud : 19 octobre 2006
  - France : 22 avril 2009 (en DVD)

## Distribution
- Jeong Jae-young (en) : Dong Chi-seong
- Jeong Jun-ho : Kim Ju-jeong
- Ryoo Seung-ryong : Jeong Seon-tan
- Min Ji-hwan : Kim Young-hee
- Shin Goo (en) : le père de Chi-seong
- Lee Yong-yi : la mère de Chi-seong
- Kim Dong-ju
- Yoon Yoo-sun (en) : Hwa-yi
- Lee Moon-soo : un condamné à mort
- Joo Jin-mo (en)
- Jang Young-nam (en)
- Jung Gyu-soo
- Kim Kyu-cheol (en) : Han-wook
- Kim Il-woong
- Lee Han-wi (en)
- Lee Jeong
- Park Jeong-gi
- Yoon Yoo-seon
- Im Seung-dae
- Park Jeon-se
- Lee Cheol-min : Park Moon-soo
- Kim Seong-hoon
- Kong Ho-seok
- Lee Sang-hoon : Yoo Myeong-sik
- Choi Won-tae : Ju-jeong jeune